# Моніом
Моніом (рум. Moniom) — село у повіті Караш-Северін в Румунії. Адміністративно підпорядковане місту Решица.
Село розташоване на відстані 350 км на захід від Бухареста, 7 км на північний захід від Решиці, 65 км на південний схід від Тімішоари.

## Населення
За даними перепису населення 2002 року у селі проживали 376 осіб, з них 365 осіб (97,1%) румунів. Рідною мовою 366 осіб (97,3%) назвали румунську.